# Окапи
Окапи (Okapia johnstoni) е преживен чифтокопитен бозайник от семейство Жирафови и единствен представител на рода си. Открит е едва през 1901 г. от Хари Джонстън. Това странно животно прилича едновременно на жираф и на зебра. Ареалът му е ограничен в малка област на Демократична република Конго, в тропическата гора Итури – резерват, създаден с цел неговата защита. На местния език лингала името му е мондонга.

## Физическа характеристика
Окапито е високо 2 m и тежи 200 – 300 kg. Задните му крака и предните са на черни райета подобно на зебрата.

## Начин на живот
Окапи е дискретно, боязливо и самотно животно, което общува със себеподобни само по време на размножителния период и при отглеждането на малките. Неговата гъстота на населеност е 0,6 на квадратен километър. Маркира своята територия с урина и със секреция от жлези, разположени между пръстите му, и винаги използва едни и същи така маркирани пътеки. Предимно дневно животно е. Негов основен неприятел е леопардът. Окапито може да бяга със скорост 55 km/h.

## Природозащитен статус
Жертва на бракониерство и изсичане на родните му гори, окапито е било застрашено от изчезване, но благодарение на взетите мерки днес фигурира в Червения списък на световнозастрашените видове на IUCN като потенциално застрашен вид.